# Нікішине (станція)
Нікі́шине — вантажно-пасажирська залізнична станція Донецької дирекції Донецької залізниці.
Розташована в смт Ольховатка, Бахмутський район, Донецької області на лінії Рідкодуб — Нікішине. Є тупиковою, найближча станція Рідкодуб (9 км).
У свій час обслуговувала шахту «Ольховатську» ВО «Орджонікідзевугілля». Через військову агресію Росії на сході України транспортне сполучення припинене.